# Viktor Verschaeve
Viktor Verschaeve (Brasschaat, 3 augustus 1998) is een Belgisch voormalig wielrenner.

## Carrière
Verschaeve reed voor de opleidingsploeg van Lotto Soudal en kreeg in 2021 zijn eerste profcontract. In het seizoen 2023 zette Verschaeve een stap terug naar dezelfde opleidingsploeg. In mei 2023 kondigde hij zijn afscheid als prof aan na een lang aanslepende beenblessure.

## Overwinningen
2015
- 1ste etappe Keizer der Juniores

2019
- Grote Prijs Rik Van Looy

2020
- 2de etappe Ronde van Savoie-Mont Blanc

## Resultaten in voornaamste wedstrijden
|      | \| Jaar \| Luik-Bast.‑Luik \| Ronde van Lombardije \| Waalse Pijl \| \| ---- \| --------------- \| -------------------- \| ----------- \| \| 2022 \| 79e \| opgave \| 95e \| |                      |             |
| Jaar | Luik-Bast.‑Luik | Ronde van Lombardije | Waalse Pijl |
| 2022 | 79e | opgave               | 95e         |

## Ploegen
- 2019 −  Lotto-Soudal U23
- 2020 −  Lotto-Soudal U23
- 2021 −  Lotto Soudal
- 2022 −  Lotto Soudal
- 2023 −  Lotto Dstny Development Team (tot 19 mei)

Conca · Cras · De Buyst · De Gendt · Degenkolb · Ewan · Frison · Gilbert · Goossens · Grignard · Holmes · Kluge · Kron · Małecki · Marczyński · Moniquet · Oldani · Sweeny · Thijssen · Van der Sande · Van Gils · Van Moer · Vanhoucke · Vermeersch · Verschaeve · Vervloesem · Wellens
Barbero (vanaf 1/5) · Beullens · Campenaerts · Conca · Cras · De Buyst · De Gendt · De Lie · Drizners · Ewan · Frison · Gilbert · Grignard · Holmes · Janse van Rensburg (vanaf 1/5) · Kluge · Kron · Małecki · Moniquet · Schwarzmann · Selig · Sweeny · Van Gils · Van Moer · Vanhoucke · Vermeersch · Verschaeve · Vervloesem · Wellens